# Daley Sinkgraven
Daley Sinkgraven (* 4. Juli 1995 in Assen) ist ein niederländischer Fußballspieler auf der Position eines Mittelfeldspielers und linken Außenverteidigers. Er begann seine Karriere beim SC Heerenveen und spielte von 2015 bis 2019 bei Ajax Amsterdam. Nach vier Jahren bei Bayer 04 Leverkusen steht er seit 2023 beim spanischen Erstligisten UD Las Palmas unter Vertrag. Außerdem war er von 2012 bis 2016 niederländischer Juniorennationalspieler.

## Karriere

### Verein
Daley Sinkgraven begann mit dem Fußballspielen bei VV Beilen und wechselte über MVV Alcides in der D-Jugend der gemeinsamen Nachwuchsakademie des SC Heerenveen und FC Emmen. Am 18. Januar 2014 gab er als Einwechselspieler für Hakim Ziyech beim 2:2 am 19. Spieltag gegen Roda JC Kerkrade sein Debüt in der Eredivisie für den SC Heerenveen. Sinkgraven qualifizierte sich mit dem Verein, für den er in der Saison 2013/14 zu 15 Einsätzen kam, für die Play-offs um die Teilnahme an der Qualifikation zur Europa League, in dem der SC Heerenveen gegen AZ Alkmaar ausschied. In der Hinrunde der Folgesaison kam Sinkgraven wettbewerbsübergreifend zu 21 Einsätzen. Sein Vertrag lief bis zum 30. Juni 2017.
In der Wintertransferperiode der Saison 2014/15 wechselte Sinkgraven zu Ajax Amsterdam. Sinkgraven erkämpfte sich einen Stammplatz und kam zu zehn Einsätzen in der Liga, erstmals am 5. Februar 2015 bei der 0:1-Niederlage am 21. Spieltag gegen AZ Alkmaar. Sein erstes Spiel im Europapokal absolvierte er am 19. Februar 2015 beim 1:0-Sieg im Hinspiel im Sechzehntelfinale in der Europa League gegen Legia Warschau. Bis zum Ausscheiden im Achtelfinale kam er in allen vier Partien zum Einsatz. Nach einigen Fehlern in der Saison 2015/16 – sowohl in der Qualifikation zur Champions League gegen den SK Rapid Wien als auch im Gruppenspiel in der Europa League gegen Celtic Glasgow – verlor Sinkgraven seinen Stammplatz. In der Saison 2016/17 erhielt er seinen Platz in der Stammelf unter Trainer Peter Bosz, der die Nachfolge von Frank de Boer antrat, zurück. Am 13. April 2017 zog er sich im Viertelfinale der Europa League gegen den FC Schalke 04 eine Verletzung am linken Knie zu und verpasste somit die Endphase der Saison, unter anderem das Endspiel des Wettbewerbes gegen Manchester United. Im Oktober 2017 kam er wieder zum Einsatz, doch bereits im November zog er sich eine Verletzung am linken Knie zu, wodurch Sinkgraven in der Saison 2017/18 lediglich auf acht Pflichtspieleinsätze kam. Erst im Dezember 2018 kam er wieder zum Einsatz, als er beim 5:1-Sieg am 14. Spieltag gegen ADO Den Haag in der 78. Minute für Zakaria Labyad eingewechselt wurde. Mit den Amsterdamern erreichte Sinkgraven das Halbfinale in der Champions League und schied erst im Halbfinale durch ein spätes Tor aufgrund der Auswärtstorregel gegen Tottenham Hotspur aus; dabei kam er zu zwei Einsätzen im Turnierverlauf. Zum Ende der Saison 2018/19 gewann Sinkgraven mit Ajax das Double aus Meisterschaft und Pokal.
Am 17. Juni 2019 verpflichtete ihn der deutsche Bundesligist Bayer 04 Leverkusen zur Saison 2019/20. Sinkgraven unterschrieb bei diesem einen Vertrag mit einer Laufzeit über vier Jahre. Unter dem dortigen Trainer Peter Bosz hatte er zuvor bereits bei Ajax gespielt. Mit Ausnahme der Hinrunde der Saison 2020/21, in der er regelmäßig in der Startelf stand, kam er bei dem Verein jedoch nicht dauerhaft über den Status eines Ergänzungsspielers hinaus. Bis zum Ablauf seines Vertrages bestritt er insgesamt 78 Pflichtspiele mit der Mannschaft, davon 59 in der Bundesliga, ehe er den Verein im Sommer 2023 nach vier Jahren verließ.
Stattdessen schloss er sich im Juli 2023 dem spanischen Erstliga-Aufsteiger UD Las Palmas an.

### Nationalmannschaft
Sinkgraven lief dreimal für die niederländische U17-Nationalmannschaft auf sowie zweimal für die U18. Außerdem absolvierte Sinkgraven ein Spiel für die U19-Nationalelf und spielte am 8. September 2014 seine erste Partie für die niederländische U21-Nationalmannschaft, als er bei der 0:1-Niederlage in Tilburg in der Qualifikation zur U21-Europameisterschaft 2015 gegen die Slowakei eingesetzt wurde. Sinkgraven kam für diese Altersklasse zu insgesamt fünf Einsätzen.

## Erfolge
Ajax Amsterdam
- Niederländischer Meister: 2019
- Niederländischer Pokalsieger: 2019